# لئون فستینگر
لئون فستینگر (انگلیسی: Leon Festinger؛ زاده ۸ مه ۱۹۱۹ - درگذشته ۱۱ فوریه ۱۹۸۹) یک دانشمند در زمینه روان‌شناسی اهل ایالات متحده آمریکا بود.